# Trnovica (Bileća, BiH)
Trnovica je naseljeno mjesto u općini Bileća, Republika Srpska, BiH.
Stanovništvo se bavi zemljoradnjom i stočarstvom. U okolici je mnogo šuma i travnatih terena s obiljem biljnih i životinjskih vrsta.

## Stanovništvo

### 1991.
Nacionalni sastav stanovništva 1991. godine, bio je sljedeći:
ukupno: 51
- Srbi - 51 (100%)

### 2013.
Nacionalni sastav stanovništva 2013. godine, bio je sljedeći:
ukupno: 25
- Srbi - 25 (100%)